# Taylor (Texas)
Taylor és una població dels Estats Units a l'estat de Texas. Segons el cens del 2000 tenia 13.575 habitants.

## Demografia
Segons el cens del 2000, Taylor tenia 13.575 habitants, 4.730 habitatges, i 3.429 famílies. La densitat de població era de 387,4 habitants per km².
Dels 4.730 habitatges en un 36,9% hi vivien nens de menys de 18 anys, en un 52,6% hi vivien parelles casades, en un 14,4% dones solteres, i en un 27,5% no eren unitats familiars. En el 23,5% dels habitatges hi vivien persones soles el 12,4% de les quals corresponia a persones de 65 anys o més que vivien soles. El nombre mitjà de persones vivint en cada habitatge era de 2,74 i el nombre mitjà de persones que vivien en cada família era de 3,24.
Per edats la població es repartia de la següent manera: un 28,7% tenia menys de 18 anys, un 9% entre 18 i 24, un 29,1% entre 25 i 44, un 19,2% de 45 a 60 i un 14,1% 65 anys o més.
L'edat mediana era de 33 anys. Per cada 100 dones de 18 o més anys hi havia 94 homes.
La renda mediana per habitatge era de 38.549 $ i la renda mediana per família de 46.604 $. Els homes tenien una renda mediana de 31.124 $ mentre que les dones 25.042 $. La renda per capita de la població era de 16.683 $. Aproximadament el 10,5% de les famílies i el 14,2% de la població estaven per davall del llindar de pobresa.

## Poblacions més properes
El següent diagrama mostra les poblacions més properes.